# Selección femenina de fútbol sub-20 de Rusia
La selección femenina de fútbol sub-20 de Rusia es el equipo representativo de dicho país en las competiciones oficiales. Su organización está a cargo de la Unión del Fútbol de Rusia, miembro de la UEFA y la FIFA.

## Estadísticas

### Copa Mundial Femenina Sub-20
| Año                     | Fase                | Posición            | PJ                  | PG                  | PE                  | PP                  | GF                  | GC                  |
| ----------------------- | ------------------- | ------------------- | ------------------- | ------------------- | ------------------- | ------------------- | ------------------- | ------------------- |
| Canadá 2002             | No clasificó        | No clasificó        | No clasificó        | No clasificó        | No clasificó        | No clasificó        | No clasificó        | No clasificó        |
| Tailandia 2004          | Cuartos de final    | 8.º                 | 4                   | 1                   | 0                   | 3                   | 7                   | 11                  |
| Rusia 2006              | Cuartos de final    | 8.º                 | 4                   | 1                   | 2                   | 1                   | 4                   | 7                   |
| Chile 2008              | No clasificó        | No clasificó        | No clasificó        | No clasificó        | No clasificó        | No clasificó        | No clasificó        | No clasificó        |
| Alemania 2010           | No clasificó        | No clasificó        | No clasificó        | No clasificó        | No clasificó        | No clasificó        | No clasificó        | No clasificó        |
| Japón 2012              | No clasificó        | No clasificó        | No clasificó        | No clasificó        | No clasificó        | No clasificó        | No clasificó        | No clasificó        |
| Canadá 2014             | No clasificó        | No clasificó        | No clasificó        | No clasificó        | No clasificó        | No clasificó        | No clasificó        | No clasificó        |
| Papúa Nueva Guinea 2016 | No clasificó        | No clasificó        | No clasificó        | No clasificó        | No clasificó        | No clasificó        | No clasificó        | No clasificó        |
| Francia 2018            | No clasificó        | No clasificó        | No clasificó        | No clasificó        | No clasificó        | No clasificó        | No clasificó        | No clasificó        |
| Costa Rica 2022         | Suspendida por FIFA | Suspendida por FIFA | Suspendida por FIFA | Suspendida por FIFA | Suspendida por FIFA | Suspendida por FIFA | Suspendida por FIFA | Suspendida por FIFA |
| Colombia 2024           | Suspendida por FIFA | Suspendida por FIFA | Suspendida por FIFA | Suspendida por FIFA | Suspendida por FIFA | Suspendida por FIFA | Suspendida por FIFA | Suspendida por FIFA |
| Polonia 2026            | Suspendida por FIFA | Suspendida por FIFA | Suspendida por FIFA | Suspendida por FIFA | Suspendida por FIFA | Suspendida por FIFA | Suspendida por FIFA | Suspendida por FIFA |
| Total                   | 2/11                | 21.º                | 8                   | 2                   | 2                   | 4                   | 11                  | 18                  |

### Campeonato Europeo Femenino Sub-19 de la UEFA
| Año                                           | Fase             | Posición        | PJ              | PG              | PE              | PP              | GF              | GC              |
| --------------------------------------------- | ---------------- | --------------- | --------------- | --------------- | --------------- | --------------- | --------------- | --------------- |
| Campeonato Europeo Femenino Sub-18 de la UEFA |                  |                 |                 |                 |                 |                 |                 |                 |
| 1998                                          | Cuartos de final | 2               | 2               | 0               | 0               | 2               | 0               | 3               |
| 1999                                          | No se clasificó  | No se clasificó | No se clasificó | No se clasificó | No se clasificó | No se clasificó | No se clasificó | No se clasificó |
| 2000                                          | No se clasificó  | No se clasificó | No se clasificó | No se clasificó | No se clasificó | No se clasificó | No se clasificó | No se clasificó |
| 2001                                          | No se clasificó  | No se clasificó | No se clasificó | No se clasificó | No se clasificó | No se clasificó | No se clasificó | No se clasificó |
| Campeonato Europeo Femenino Sub-19 de la UEFA |                  |                 |                 |                 |                 |                 |                 |                 |
| 2002                                          | No se clasificó  | No se clasificó | No se clasificó | No se clasificó | No se clasificó | No se clasificó | No se clasificó | No se clasificó |
| 2003                                          | No se clasificó  | No se clasificó | No se clasificó | No se clasificó | No se clasificó | No se clasificó | No se clasificó | No se clasificó |
| 2004                                          | Semifinal        | -               | 4               | 1               | 1               | 2               | 5               | 14              |
| 2005                                          | Final            | 1.º             | 5               | 3               | 1               | 1               | 12              | 8               |
| 2006                                          | Semifinal        | -               | 4               | 2               | 0               | 2               | 8               | 10              |
| 2007                                          | No se clasificó  | No se clasificó | No se clasificó | No se clasificó | No se clasificó | No se clasificó | No se clasificó | No se clasificó |
| 2008                                          | No se clasificó  | No se clasificó | No se clasificó | No se clasificó | No se clasificó | No se clasificó | No se clasificó | No se clasificó |
| 2009                                          | No se clasificó  | No se clasificó | No se clasificó | No se clasificó | No se clasificó | No se clasificó | No se clasificó | No se clasificó |
| 2010                                          | No se clasificó  | No se clasificó | No se clasificó | No se clasificó | No se clasificó | No se clasificó | No se clasificó | No se clasificó |
| 2011                                          | Fase de grupos   | 5.º             | 3               | 1               | 1               | 1               | 4               | 3               |
| 2012                                          | No se clasificó  | No se clasificó | No se clasificó | No se clasificó | No se clasificó | No se clasificó | No se clasificó | No se clasificó |
| 2013                                          | No se clasificó  | No se clasificó | No se clasificó | No se clasificó | No se clasificó | No se clasificó | No se clasificó | No se clasificó |
| 2014                                          | No se clasificó  | No se clasificó | No se clasificó | No se clasificó | No se clasificó | No se clasificó | No se clasificó | No se clasificó |
| 2015                                          | No se clasificó  | No se clasificó | No se clasificó | No se clasificó | No se clasificó | No se clasificó | No se clasificó | No se clasificó |
| 2016                                          | No se clasificó  | No se clasificó | No se clasificó | No se clasificó | No se clasificó | No se clasificó | No se clasificó | No se clasificó |
| 2017                                          | No se clasificó  | No se clasificó | No se clasificó | No se clasificó | No se clasificó | No se clasificó | No se clasificó | No se clasificó |
| 2018                                          | No se clasificó  | No se clasificó | No se clasificó | No se clasificó | No se clasificó | No se clasificó | No se clasificó | No se clasificó |
| 2019                                          | No se clasificó  | No se clasificó | No se clasificó | No se clasificó | No se clasificó | No se clasificó | No se clasificó | No se clasificó |
| 2020                                          | Por definir      | Por definir     | Por definir     | Por definir     | Por definir     | Por definir     | Por definir     | Por definir     |